# Magánügyek (album)
A Magánügyek a magyar  Neoton Família együttes 1985-ös nagylemeze. Tartozik hozzá egy betétlap, melynek hátoldalán a rajongók által saját magukról beküldött fényképekből készült válogatás látható. Az albumot 2008-ban CD-n is kiadták.

## Megjelenések
| Ország       | Formátum | Sorszám    | Kiadó      | Év   |
| ------------ | -------- | ---------- | ---------- | ---- |
| Magyarország | LP       | SLPM 17934 | Favorit    | 1985 |
| Magyarország | MC       | MK 17934   | Favorit    | 1984 |
| Magyarország | CD       | HCD 17934  | Hungaroton | 2008 |

- Halley (Pásztor-Jakab-Hatvani)
- Végtelen játék (Pásztor-Jakab-Hatvani)
- Egyszerű kis zene (Pásztor-Jakab-Hatvani)
- S.O.S. (Pásztor-Jakab-Hatvani)
- Újra itt vagyok (Pásztor-Jakab-Hatvani)
- Nyár van (Pásztor-Jakab-Hatvani)
- Glória (Pásztor-Jakab-Hatvani)
- Magánügyek (Pásztor-Jakab-Hatvani)
- Pofozkodó (Pásztor-Jakab-Hatvani)
- Éjszakai láz (Heatlie-Hatvani)

## Közreműködők
- Baracs János – basszusgitár, ének, vokál
- Bardóczi Gyula – dobok
- Csepregi Éva – ének
- Jakab György – billentyűs hangszerek, ének, vokál
- Juhász Mari – vokál
- Lukács Erzsébet – vokál
- Pásztor László – gitár, vokál
- Végvári Ádám – gitár, ének, vokál
- Dobó Ferenc – hangmérnök, zenei rendező, computer programok